# Kóta (Aiči)
Kóta (japonsky 幸田町 [Kóta-čó]) je město v okrese Nukata v prefektuře Aiči v Japonsku. K roku 2017 v ní žilo bezmála jednačtyřicet tisíc obyvatel.

## Poloha a doprava
Kóta leží ve vnitrozemí ostrova Honšú jižně od Okazaki.
Přes město projíždí vlaky JR Central na železniční trati Tokio – Ósaka.

## Hospodářství
Ve městě je továrna společnosti Sony a továrna společnosti Denso.